# 1 000 kilomètres de Brands Hatch 1985
Navigation
Édition précédente Édition suivante
Les 1 000 kilomètres de Brands Hatch 1985 (officiellement appelé le Shell Gemini 1000 km), disputées le 22 septembre 1985 sur le Circuit de Brands Hatch, ont été la huitième manche du Championnat du monde des voitures de sport 1985.

## La course

### Classement de la course
Voici le classement officiel au terme de la course,,.
- Les premiers de chaque catégorie du championnat du monde sont signalés par un fond jaune.
- Pour la colonne Pneus, il faut passer le curseur au-dessus du modèle pour connaître le manufacturier de pneumatiques.
- Les voitures ne réussissant pas à parcourir 75% de la distance du gagnant sont non classées (NC).

| Pos  | Classe | no  | Écurie                              | Pilotes                                             | Châssis                             | Pneus | Tours | Temps                    |
| Pos  | Classe | no  | Écurie                              | Pilotes                                             | Moteur                              | Pneus | Tours | Temps                    |
| ---- | ------ | --- | ----------------------------------- | --------------------------------------------------- | ----------------------------------- | ----- | ----- | ------------------------ |
| 1    | C1     | 2   | Rothmans Porsche                    | Hans-Joachim Stuck Derek Bell                       | Porsche 962C                        | D     | 238   | 5 h 34 min 26 s 020      |
| 1    | C1     | 2   | Rothmans Porsche                    | Hans-Joachim Stuck Derek Bell                       | Porsche Type-935 2,6 l Flat-6 Turbo | D     | 238   | 5 h 34 min 26 s 020      |
| 2    | C1     | 1   | Rothmans Porsche                    | Jochen Mass Jacky Ickx                              | Porsche 962C                        | D     | 238   | + 11 s 990               |
| 2    | C1     | 1   | Rothmans Porsche                    | Jochen Mass Jacky Ickx                              | Porsche Type-935 2,6 l Flat-6 Turbo | D     | 238   | + 11 s 990               |
| 3    | C1     | 5   | Martini Lancia                      | Mauro Baldi Bob Wollek Riccardo Patrese             | Lancia LC2                          | M     | 237   | + 1 tour                 |
| 3    | C1     | 5   | Martini Lancia                      | Mauro Baldi Bob Wollek Riccardo Patrese             | Ferrari 308C 3,0 l V8 Turbo         | M     | 237   | + 1 tour                 |
| 4    | C1     | 4   | Martini Lancia                      | Riccardo Patrese Alessandro Nannini                 | Lancia LC2                          | M     | 233   | + 5 tours                |
| 4    | C1     | 4   | Martini Lancia                      | Riccardo Patrese Alessandro Nannini                 | Ferrari 308C 3,0 l V8 Turbo         | M     | 233   | + 5 tours                |
| 5    | C1     | 3   | Rothmans Porsche                    | Al Holbert Vern Schuppan                            | Porsche 956 PDK (en)                | D     | 224   | + 14 tours               |
| 5    | C1     | 3   | Rothmans Porsche                    | Al Holbert Vern Schuppan                            | Porsche Type-935 2,6 l Flat-6 Turbo | D     | 224   | + 14 tours               |
| 6    | C2     | 79  | Ecurie Ecosse                       | Mike Wilds Ray Mallock                              | Ecosse C285                         | A     | 219   | + 19 tours               |
| 6    | C2     | 79  | Ecurie Ecosse                       | Mike Wilds Ray Mallock                              | Ford Cosworth DFL 3,3 l V8 Atmo     | A     | 219   | + 19 tours               |
| 7    | C1     | 34  | Cosmik Racing Promotion             | Divina Galica Costas Los Anders Olofsson            | March 84G                           | Y     | 211   | + 27 tours               |
| 7    | C1     | 34  | Cosmik Racing Promotion             | Divina Galica Costas Los Anders Olofsson            | Porsche Type-935 2,6 l Flat-6 Turbo | Y     | 211   | + 27 tours               |
| 8    | C2     | 80  | Carma F.F.                          | Carlo Facetti Martino Finotto Almo Coppelli         | Alba AR6                            | A     | 208   | + 30 tours               |
| 8    | C2     | 80  | Carma F.F.                          | Carlo Facetti Martino Finotto Almo Coppelli         | Carma FF 1,9 l I4 Turbo             | A     | 208   | + 30 tours               |
| 9    | C2     | 93  | Automobiles Louis Descartes         | Louis Descartes Jacques Heuclin                     | ALD 01                              | A     | 193   | + 45 tours               |
| 9    | C2     | 93  | Automobiles Louis Descartes         | Louis Descartes Jacques Heuclin                     | BMW M88 3,5 l I6 Atmo               | A     | 193   | + 45 tours               |
| 10   | C2     | 75  | ADA Engineering                     | Nick Adams Ian Harrower Ian Taylor                  | Gebhardt JC843                      | A     | 192   | + 46 tours               |
| 10   | C2     | 75  | ADA Engineering                     | Nick Adams Ian Harrower Ian Taylor                  | Ford Cosworth DFL 3,3 l V8 Atmo     | A     | 192   | + 46 tours               |
| 11   | B      | 151 | Helmut Gall                         | Helmut Gall Edgar Dören                             | BMW M1                              | D     | 191   | + 47 tours               |
| 11   | B      | 151 | Helmut Gall                         | Helmut Gall Edgar Dören                             | BMW M88 3,5 l I6 Atmo               | D     | 191   | + 47 tours               |
| NC   | C2     | 98  | Roy Baker Promotions                | Paul Smith (de) Dudley Wood                         | Tiga GC285                          | A     | 149   | + 89 tours               |
| NC   | C2     | 98  | Roy Baker Promotions                | Paul Smith (de) Dudley Wood                         | Ford Cosworth BDT 1,8 l I4 Turbo    | A     | 149   | + 89 tours               |
| Abd. | C2     | 95  | Roland Bassaler (de)                | Roland Bassaler (de) Dominique Lacaud               | Sauber SHS C6                       | A     | 156   | Problèmes électriques    |
| Abd. | C2     | 95  | Roland Bassaler (de)                | Roland Bassaler (de) Dominique Lacaud               | BMW M88 3,5 l I6 Atmo               | A     | 156   | Problèmes électriques    |
| Abd. | C2     | 107 | Jean-Claude Ferrarin (de)           | Jean-Claude Ferrarin (de) Lucien Rossiaud (de)      | Isolia 001                          | A     | 137   | Tringlerie de boite      |
| Abd. | C2     | 107 | Jean-Claude Ferrarin (de)           | Jean-Claude Ferrarin (de) Lucien Rossiaud (de)      | BMW M12 2,0 l I4 Atmo               | A     | 137   | Tringlerie de boite      |
| Abd. | C2     | 90  | Jens Winther Denmark                | Jens Winther David Mercer                           | URD C83                             | A     | 121   | Suspension               |
| Abd. | C2     | 90  | Jens Winther Denmark                | Jens Winther David Mercer                           | BMW M88 3,5 l I6 Atmo               | A     | 121   | Suspension               |
| Abd. | C2     | 82  | Grifo Autoracing                    | Pasquale Barberio Maurizio Gellini Jean-Pierre Frey | Alba AR3                            | D     | 79    | Embrayage                |
| Abd. | C2     | 82  | Grifo Autoracing                    | Pasquale Barberio Maurizio Gellini Jean-Pierre Frey | Ford Cosworth DFL 3,3 l V8 Atmo     | D     | 79    | Embrayage                |
| Abd. | C1     | 52  | TWR Jaguar                          | Hans Heyer Jan Lammers                              | Jaguar XJR-6                        | D     | 77    | Moteur                   |
| Abd. | C1     | 52  | TWR Jaguar                          | Hans Heyer Jan Lammers                              | Jaguar 6,2 l V12 Atmo               | D     | 77    | Moteur                   |
| Abd. | C2     | 88  | Ark Racing                          | David Andrews Chris Ashmore Max Payne               | Ceekar 83J                          | A     | 75    | Moteur                   |
| Abd. | C2     | 88  | Ark Racing                          | David Andrews Chris Ashmore Max Payne               | Ford Cosworth BDX 2,0 l I4 Atmo     | A     | 75    | Moteur                   |
| Abd. | C1     | 66  | EMKA Productions Ltd.               | Tiff Needell Steve O'Rourke Mark Galvin (de)        | EMKA C83                            | D     | 74    | Courroie de distribution |
| Abd. | C1     | 66  | EMKA Productions Ltd.               | Tiff Needell Steve O'Rourke Mark Galvin (de)        | Aston Martin-Tickford 5,3 l V8 Atmo | D     | 74    | Courroie de distribution |
| Abd. | C1     | 23  | Cheetah Automobiles Switzerland     | Bernard de Dryver John Brindley (en) Hervé Regout   | Cheetah G604                        | D     | 71    | Roulement de roue        |
| Abd. | C1     | 23  | Cheetah Automobiles Switzerland     | Bernard de Dryver John Brindley (en) Hervé Regout   | Aston Martin-Tickford 5,3 l V8 Atmo | D     | 71    | Roulement de roue        |
| Abd. | C2     | 99  | Roy Baker Promotions                | Will Hoy Duncan Bain Mike Catlow                    | Tiga GC284                          | A     | 70    | Boite de vitesses        |
| Abd. | C2     | 99  | Roy Baker Promotions                | Will Hoy Duncan Bain Mike Catlow                    | Ford Cosworth BDT 1,8 l I4 Turbo    | A     | 70    | Boite de vitesses        |
| Abd. | C1     | 16  | RC Racing                           | David Leslie Richard Cleare (pl)                    | Kremer CK5                          | D     | 59    | Echappement              |
| Abd. | C1     | 16  | RC Racing                           | David Leslie Richard Cleare (pl)                    | Porsche Type-935 2,6 l Flat-6 Turbo | D     | 59    | Echappement              |
| Abd. | C2     | 54  | Spice Engineering                   | Tim Lee-Davey Neil Crang                            | Tiga GC84                           | D     | 57    | Suspension               |
| Abd. | C2     | 54  | Spice Engineering                   | Tim Lee-Davey Neil Crang                            | Ford Cosworth DFL 3,3 l V8 Atmo     | D     | 57    | Suspension               |
| Abd. | C2     | 100 | Chevron Racing John Bartlett Racing | John Sheldon Stanley Dickens Max Cohen-Olivar       | Chevron B62                         | A     | 24    | Boite de vitesses        |
| Abd. | C2     | 100 | Chevron Racing John Bartlett Racing | John Sheldon Stanley Dickens Max Cohen-Olivar       | Ford Cosworth DFL 3,3 l V8 Atmo     | A     | 24    | Boite de vitesses        |
| Abd. | C1     | 51  | TWR Jaguar                          | Jean-Louis Schlesser Alan Jones                     | Jaguar XJR-6                        | D     | 20    | Moteur                   |
| Abd. | C1     | 51  | TWR Jaguar                          | Jean-Louis Schlesser Alan Jones                     | Jaguar 6,2 l V12 Atmo               | D     | 20    | Moteur                   |
| Abd. | C2     | 70  | Spice Engineering                   | Gordon Spice Ray Bellm                              | Spice-Tiga GC85                     | A     | 12    | Suspension               |
| Abd. | C2     | 70  | Spice Engineering                   | Gordon Spice Ray Bellm                              | Ford Cosworth DFL 3,3 l V8 Atmo     | A     | 12    | Suspension               |

## Pole position et record du tour
- Pole position :  Riccardo Patrese (#4 Martini Lancia) en 1 min 14 s 660
- Meilleur tour en course :  Andrea De Cesaris (#5 Martini Lancia) en 1 min 19 s 110

## À noter
- Longueur du circuit : 4,207 km
- Distance parcourue par les vainqueurs : 1 001,069 km